# Loudon Wainwright III
Loudon Wainwright III (* 5. září 1946) je americký hudebník, syn novináře Loudona Wainwrighta, Jr.. Jeho mladší sestrou byla hudebnice Sloan Wainwright, sám je otcem tří hudebníků, Rufuse Wainwrighte, Marthy Wainwright a Lucy Wainwright Roche. První dvě z nich měl se svou první manželkou, zpěvačkou Kate McGarrigleovou, třetí se zpěvačkou Suzzy Roche. Jeho druhou manželkou byla herečka Ritamarie Kelly, se kterou měl jednu dceru. Svou kariéru zahájil koncem šedesátých let a první album vydal v roce 1970.

## Diskografie
Studiová alba
- Loudon Wainwright III (1970)
- Album II (1971)
- Album III (1972)
- Attempted Mustache (1973)
- Unrequited (1975)
- T Shirt (1976)
- Final Exam (1978)
- Fame and Wealth (1983)
- I'm Alright (1985)
- More Love Songs (1986)
- Therapy (1989)
- History (1992)
- Grown Man (1995)
- Little Ship (1997)
- Social Studies (1999)
- Last Man on Earth (2001)
- Here Come the Choppers (2005)
- Strange Weirdos (2007)
- Recovery (2008)
- High Wide & Handsome: The Charlie Poole Project (2009)
- 10 Songs for the New Depression (2010)
- Older Than My Old Man Now (2012)
- Haven't Got the Blues (Yet) (2014)